# Struktura organizacyjna Polskiego Kontyngentu Wojskowego w Iraku
Struktura organizacyjna Polskiego Kontyngentu Wojskowego (PKW) w  Iraku ulegała zmianom na przestrzeni lat. Początkowo (lata 2003-2005) w jego skład wchodziło dowództwo Wielonarodowej Dywizji Centrum-Południe i Brygadowa Grupa Bojowa oraz pododdziały wsparcia i zabezpieczenia, łącznie stanowiące ekwiwalent niepełnej brygady zmotoryzowanej (2400-2500 żołnierzy). Od 2005, wraz ze zmianą charakteru operacji irackiej, PKW był redukowany i w 2006 osiągnął liczebność batalionu zmotoryzowanego (jednak zachowano dowództwa dywizji i brygady).
Po 2008, tj. zakończeniu operacji w ramach Międzynarodowych Sił Stabilizacyjnych, w Iraku pozostało kilkunastu polskich oficerów, tworzących do 2011 Military Advisory Liaison Team - MALT (Wojskowy Zespół Doradczo-Łącznikowy).

## OIF (2003)
Polscy żołnierze stacjonowali w rejonie Zatoki Perskiej od kwietnia 2002 w ramach Operacji Enduring Freedom (formalnie stanowili część Polskiego Kontyngentu w Afganistanie). Po rozpoczęciu amerykańskiej inwazji na Irak, w trakcie początkowej fazy Operacji Iraqi Freedom (Iracka Wolność) polski kontyngent wojskowy stanowiły trzy faktycznie oddzielne zgrupowania:
- Polski Kontyngent Wojskowy w Bahrajnie (PKW Bahrajn)
  - ORP Kontradmirał Xawery Czernicki (53 żołnierzy pod dowództwem kmdr. ppor. Jacka Rogalskiego)
- Polski Kontyngent Wojskowy w Kuwejcie (PKW Kuwejt)
  - zespół specjalny (56 żołnierzy pod dowództwem ppłk. Andrzeja Kruczyńskiego)
- Polski Kontyngent Wojskowy w Jordanii (PKW Jordania)
  - pluton likwidacji skażeń (74 żołnierzy pod dowództwem ppłk. Romana Witkowskiego)

## I-III zmiana OIF (2003-2005)
Działania stabilizacyjne podczas Operacji Iracka Wolność stanowiły dla Sił Zbrojnych RP duże wyzwanie logistyczne i przede wszystkim organizacyjne: pierwszy raz w historii misji pokojowych i stabilizacyjnych Wojsko Polskie stanęło na czele dużych sił wielonarodowych, liczących (z 2,5 tysięcznym polskim kontyngentem) łącznie 8,5 tysiąca żołnierzy z 25 państw. Polski wkład stanowiły dowództwo i sztab Wielonarodowej Dywizji Centrum-Południe z pododdziałami dowodzenia i zabezpieczenia oraz novum w polskiej armii  – Brygadowa Grupa Bojowa, której etat oparto na etacie brygady zmechanizowanej, przystosowanym do warunków operacji oraz powietrzno-lądowa Samodzielna Grupa Powietrzno-Szturmowa, składająca się pododdziałów śmigłowców i komandosów.
- Dowództwo i sztab PKW/WDC-P (Babilon)
  - 1 Brygadowa Grupa Bojowa – 1 BCT (Karbala)
    - 1 Batalionowa Grupa Bojowa (Al-Hilla)
      - kompania zmechanizowana (Al-Hilla)
      - kompania rozpoznawcza (Al-Hilla)
      - kompania dowodzenia (Al-Hilla)
      - kompania logistyczna (Al-Hilla)

    - 2 Batalionowa Grupa Bojowa (Babilon)
      - kompania zmechanizowana (Babilon)
      - kompania rozpoznawcza (Babilon)
      - kompania dowodzenia (Babilon)
      - kompania logistyczna (Babilon)

    - batalion dowodzenia (Karbala)
      - kompania łączności (Karbala)
      - kompania ochrony (Karbala)
      - kompania logistyczna (Karbala)

    - kompania inżynieryjna (Karbala)
    - kompania medyczna (Karbala)
    - Grupa Wsparcia Rządu – GST (Al-Hilla)
    - Grupa Wsparcia Rządu – GST (Karbala)

  - Samodzielna Grupa Powietrzno-Szturmowa – SGPSz (Al-Kut)
    - 1 grupa lotnicza (Al-Kut)
    - 2 grupa lotnicza (Babilon)
    - kompania specjalna (Babilon)

  - batalion dowodzenia (Babilon)
    - kompania łączności (Babilon)
    - kompania ochrony (Babilon)
    - kompania logistyczna (Babilon)

  - batalion logistyczny (Karbala)
    - kompania zaopatrzenia (Karbala)
    - kompania remontowa (Karbala)
    - kompania medyczna (Karbala)

  - kompania Współpracy Cywilno-Wojskowej – CIMIC (Karbala)
  - pluton Żandarmerii Wojskowej – ŻW (Babilon)
  - Grupa Wsparcia Rządu – GST (Al-Kut)
  - Narodowy Element Zaopatrzenia – NSE (Babilon) – nie podlegał WDC-P
  - Narodowa Komórka Wywiadu – NIC (Babilon) – od stycznia 2004, nie podlegała WDC-P
  - zespoły oficerów łącznikowych (Bagdad/Basra)
  - oficerowie w Wielonarodowym Centrum Logistycznym (Babilon)
  - oficerowie w CJTF-7 (Bagdad)

Polski kontyngent na tle struktury organizacyjnej dywizji wielonarodowej:
| JEDNOSTKI BOJOWE - 1 Brygadowa Grupa Bojowa (Karbala) - 1 Batalionowa Grupa Bojowa (Al-Hilla) - 2 Batalionowa Grupa Bojowa (Babilon) - 3 Batalionowa Grupa Bojowa (Karbala) - batalion dowodzenia (Karbala) - kompania inżynieryjna (Karbala) - kompania medyczna (Karbala) - Grupa Wsparcia Rządu (Al-Hilla) - Grupa Wsparcia Rządu (Karbala) - 2 Brygadowa Grupa Bojowa (Al-Kut) - 4 Batalionowa Grupa Bojowa (Al-Kut) - 5 Batalionowa Grupa Bojowa (As-Suwayrah) - batalion pomocy humanitarnej (Al-Kut) - kompania saperów (Al-Kut) - pluton medyczny (Al-Kut) - pluton saperów (Al-Kut) - Grupa Wsparcia Rządu (Al-Kut) - 3 Brygadowa Grupa Bojowa (Ad-Diwanijja) - 6 Batalionowa Grupa Bojowa (Ad-Diwanijja) - 7 Batalionowa Grupa Bojowa (Ad-Diwanijja) - 8 Batalionowa Grupa Bojowa (An-Nadżaf) - 9 Batalionowa Grupa Bojowa (An-Nadżaf) - kompania dowodzenia (Ad-Diwanijja) - kompania logistyczna (Ad-Diwanijja) - kompania piechoty (Ad-Diwanijja) - kompania rozpoznania (Ad-Diwanijja) - kompania saperów (Ad-Diwanijja) - Grupa Wsparcia Rządu (Ad-Diwanijja) - Grupa Wsparcia Rządu (An-Nadżaf) | ODWODY MANEWROWE - Samodzielna Grupa Powietrzno-Szturmowa (Al-Kut/Babilon) - 1 grupa lotnicza (Al-Kut) - 2 grupa lotnicza (Babilon) - kompania specjalna (Babilon) - kompania ochrony (Al-Hilla) - kompania rozpoznawcza (Karbala) WSPARCIE BOJOWE - batalion saperów (Al-Hilla) - batalion saperów (Karbala) - kompania saperów (Al-Hilla) - pluton saperów (Karbala) ZABEZPIECZENIE BOJOWE - () Wielonarodowe Centrum Logistyczne (Babilon) - batalion CIMIC (Al-Hilla) - batalion dowodzenia (Babilon) - batalion logistyczny (Karbala) - batalion transportowy (Al-Hilla) - kompania CIMIC (Karbala) - kompania medyczna (Karbala) - kompania ŻW (Babilon) |

Państwa:  Bułgaria,  Dania,  Dominikana,  Filipiny,  Gruzja,  Hiszpania,  Holandia,  Honduras,  Kazachstan,  Korea Południowa,  Litwa,  Łotwa,  Mongolia,  Nikaragua,  Norwegia,  Polska,  Rumunia,  Salwador,  Słowacja,  Tajlandia,  Stany Zjednoczone,  Ukraina,  Węgry (w ramach pomocy  NATO:  Wielka Brytania  i  Włochy)
Czas trwania, dowódcy, jednostka wystawiająca oraz liczebność poszczególnych zmian:
| Zmiana  | Początek   | Koniec     | Dowódca                       | Wystawiająca | Liczebność | Typ            |
| ------- | ---------- | ---------- | ----------------------------- | ------------ | ---------- | -------------- |
| I OIF   | 03.09.2003 | 13.02.2004 | gen. dyw. Andrzej Tyszkiewicz | 12 DZ        | ok. 2500   | stabilizacyjna |
| II OIF  | 13.022004  | 18.07.2004 | gen. dyw. Mieczysław Bieniek  | 11 DKPanc    | ok. 2500   | stabilizacyjna |
| III OIF | 18.07.2004 | 01.02.2005 | gen. dyw. Andrzej Ekiert      | 16 DZ        | ok. 2400   | stabilizacyjna |

## IV zmiana OIF (2005)
Podczas IV zmiany PKW został znacząco zredukowany (o 700 żołnierzy). Miało to związek ze zmianą głównych zadań kontyngentu – ze stabilizacyjnych na stabilizacyjno-szkoleniowe. W ramach Wielonarodowej Dywizji powołano Wojskowe Grupy Doradczo-Łącznikowe, polscy żołnierze objęli też stanowiska w Regionalnym Centrum Szkolenia w Al-Kut. PKW miał zapewniony 700-osobowy odwód strategiczny w Polsce.
- Dowództwo i sztab PKW/WDC-P (Ad-Diwanijja)
  - 1 Brygadowa Grupa Bojowa – 1 BCT (Ad-Diwanijja)
    - 1 Batalionowa Grupa Bojowa (Al-Hilla)
      - 1 kompania zmechanizowana (Al-Hilla)
      - 2 kompania zmechanizowana (Al-Hilla)
      - kompania dowodzenia i zabezpieczenia (Al-Hilla)
      - grupa medyczna (Al-Hilla)

    - 2 Batalionowa Grupa Bojowa (Ad-Diwanijja)
      - 1 kompania zmechanizowana (Ad-Diwanijja)
      - 2 kompania zmechanizowana (Ad-Diwanijja)
      - kompania dowodzenia i zabezpieczenia (Ad-Diwanijja)
      - grupa medyczna (Ad-Diwanijja)

    - batalion dowodzenia (Ad-Diwanijja)
      - kompania łączności (Ad-Diwanijja)
      - kompania ochrony (Ad-Diwanijja)
      - kompania logistyczna (Ad-Diwanijja)

    - kompania inżynieryjna (Ad-Diwanijja)
    - kompania medyczna (Ad-Diwanijja)

  - Samodzielna Grupa Powietrzno-Szturmowa – SGPSz (Al-Kut)
    - 1 grupa lotnicza (Al-Kut)
    - 2 grupa lotnicza (Ad-Diwanijja)
    - kompania specjalna (Ad-Diwanijja)

  - batalion dowodzenia (Ad-Diwanijja)
    - kompania łączności (Ad-Diwanijja)
    - kompania ochrony (Ad-Diwanijja)
    - kompania logistyczna (Ad-Diwanijja)

  - batalion logistyczny (Al-Hilla)
    - kompania zaopatrzenia (Al-Hilla)
    - kompania remontowo-transportowa (Al-Hilla)
    - kompania medyczna (Karbala → Ad-Diwanijja)

  - pluton Żandarmerii Wojskowej – ŻW (Ad-Diwanijja)
  - Grupa Współpracy Cywilno-Wojskowej – CIMIC (Ad-Diwanijja)
  - Regionalne Centrum Szkolenia (Al-Kut)
  - Wojskowa Grupa Doradczo-Łącznikowa – MiTT (Ad-Diwanijja)
  - Zgrupowanie nr 2 w NTM-I (Bagdad) – nie podlegało WDC-P
  - oficerowie w MNF-I i MNC-I (Bagdad)
  - Narodowy Element Zaopatrzenia - NSE (Ad-Diwanijja) – nie podlegał WDC-P
  - Narodowa Komórka Wywiadu - NIC (Ad-Diwanijja) – nie podlegała WDC-P

| Zmiana | Początek   | Koniec     | Dowódca                       | Wystawiająca | Liczebność | Typ                        |
| ------ | ---------- | ---------- | ----------------------------- | ------------ | ---------- | -------------------------- |
| IV OIF | 01.02.2005 | 26.07.2005 | gen. dyw. Waldemar Skrzypczak | 11 DKPanc    | ok. 1700   | stabilizacyjno-szkoleniowa |

## V zmiana OIF (2005-2006)
Redukcja stanowisk w V zmianie PKW znacząco zmieniła jej strukturę organizacyjną. Zlikwidowana została jedna z batalionowych grup bojowych, a w miejsce Samodzielnej Grupy Powietrzno-Szturmowej powołano batalion manewrowy, jednostkę dotychczas niewystępującą w Wojsku Polskim.
- Dowództwo i sztab PKW/WDC-P (Ad-Diwanijja)
  - 1 Brygadowa Grupa Bojowa – 1 BCT (Ad-Diwanijja)
    - 1 Batalionowa Grupa Bojowa (Ad-Diwanijja)
      - 1 kompania zmechanizowana (Ad-Diwanijja)
      - 2 kompania zmechanizowana (Ad-Diwanijja)
      - kompania dowodzenia i zabezpieczenia (Ad-Diwanijja)
      - grupa medyczna (Ad-Diwanijja)

    - batalion dowodzenia (Ad-Diwanijja)
      - kompania łączności (Ad-Diwanijja)
      - kompania ochrony (Ad-Diwanijja)
      - kompania logistyczna (Ad-Diwanijja)

    - kompania inżynieryjna (Ad-Diwanijja)
    - kompania medyczna (Ad-Diwanijja)

  - batalion manewrowy (Al-Kut)
    - grupa specjalna (Ad-Diwanijja)
    - eskadra śmigłowców (Al-Kut)
    - szwadron kawalerii powietrznej (Ad-Diwanijja)
    - kompania dowodzenia i zabezpieczenia (Al-Kut)
    - grupa medyczna (Al-Kut)

  - batalion dowodzenia (Ad-Diwanijja)
    - kompania łączności (Ad-Diwanijja)
    - kompania ochrony (Ad-Diwanijja)
    - kompania logistyczna (Ad-Diwanijja)

  - batalion zaopatrzenia (Ad-Diwanijja)
    - kompania zaopatrzenia (Ad-Diwanijja)
    - kompania remontowa (Ad-Diwanijja)
    - kompania medyczna (Ad-Diwanijja)

  - pluton Żandarmerii Wojskowej – ŻW (Ad-Diwanijja)
  - Grupa Współpracy Cywilno-Wojskowej – CIMIC (Ad-Diwanijja)
  - Regionalne Centrum Szkolenia (Al-Kut)
  - Wojskowa Grupa Doradczo-Łącznikowa – MiTT (Ad-Diwanijja)
  - Narodowy Element Zaopatrzenia - NSE (Ad-Diwanijja) – nie podlegało WDC-P
  - Narodowa Komórka Wywiadu - NIC (Ad-Diwanijja) – nie podlegało WDC-P
  - Zgrupowanie nr 2 w NTM-I (Bagdad) – nie podlegało WDC-P
  - oficerowie w MNF-I i MNC-I (Bagdad)

| Zmiana | Początek   | Koniec     | Dowódca                    | Wystawiająca | Liczebność | Typ                        |
| ------ | ---------- | ---------- | -------------------------- | ------------ | ---------- | -------------------------- |
| V OIF  | 26.07.2005 | 06.02.2006 | gen. dyw. Piotr Czerwiński | 1 DZ         | ok. 1400   | szkoleniowo-stabilizacyjna |

## VI-VIII zmiana OIF (2006-2007)
W latach 2006–2007 kontyngent pełnił już tylko funkcje głównie doradcze oraz szkoleniowe i został on zredukowany do zaledwie 900 żołnierzy. Miejsce Batalionowej Grupy Bojowej i batalionu manewrowego zajęły podległe 1 Brygadowej Grupie Bojowej Grupa Bojowa i Grupa Manewrowa. Odwód strategiczny w Polsce zmniejszono do 300 żołnierzy.
- Dowództwo i sztab PKW/WDC-P (Ad-Diwanijja)
  - 1 Brygadowa Grupa Bojowa (Ad-Diwanijja)
    - Grupa Bojowa (Ad-Diwanijja)
      - 1 kompania piechoty (Ad-Diwanijja)
      - 2 kompania piechoty (Ad-Diwanijja)
      - 3 kompania piechoty (Ad-Diwanijja)
      - kompania logistyczna (Ad-Diwanijja)
      - pluton łączności (Ad-Diwanijja)

    - Grupa Manewrowa (Al-Kut)
      - grupa specjalna (Ad-Diwanijja)
      - eskadra śmigłowców (Al-Kut)
      - szwadron kawalerii powietrznej (Ad-Diwanijja)
      - kompania dowodzenia i zabezpieczenia (Al-Kut)
      - grupa medyczna (Al-Kut)

    - Grupa Zabezpieczenia Medycznego – GZM (Ad-Diwanijja)
    - kompania dowodzenia i zabezpieczenia (Ad-Diwanijja)

  - batalion dowodzenia (Ad-Diwanijja)
    - kompania łączności (Ad-Diwanijja)
    - kompania ochrony (Ad-Diwanijja)
    - kompania logistyczna (Ad-Diwanijja)

  - Grupa Współpracy Cywilno-Wojskowej - CIMIC (Ad-Diwanijja)
  - Wojskowa Grupa Doradczo-Łącznikowa - MiTT (Ad-Diwanijja)
  - Zgrupowanie nr 2 w NTM-I (Bagdad) – nie podlegało WDC-P
  - oficerowie w MNF-I i MNC-I (Bagdad)
  - elementy narodowe
    - Narodowy Element Zaopatrzenia - NSE (Ad-Diwanijja)
    - Narodowa Komórka Wywiadu - NIC (Ad-Diwanijja)
    - kompania manewrowa (Polska)
    - kompania ochrony (Polska)
    - szwadron kawalerii powietrznej (Polska)

| Zmiana   | Początek   | Koniec     | Dowódca                         | Wystawiająca | Liczebność | Typ                  |
| -------- | ---------- | ---------- | ------------------------------- | ------------ | ---------- | -------------------- |
| VI OIF   | 06.02.2006 | 18.07.2006 | gen. dyw. Edward Gruszka        | 12 DZ        | ok. 900    | szkoleniowo-doradcza |
| VII OIF  | 18.07.2006 | 24.01.2007 | gen. dyw. Bronisław Kwiatkowski | 16 DZ        | ok. 900    | doradczo-szkoleniowa |
| VIII OIF | 24.01.2007 | 25.07.2007 | gen. dyw. Paweł Lamla           | 11 DKPanc    | ok. 900    | doradczo-szkoleniowa |

## IX-X zmiana OIF (2007-2008)
Ostatnie zmiany PKW częściowo wróciły do wykonywania zadań stabilizacyjnych. Działania te usprawniła zwiększenie liczby stanowisk bojowych po likwidacji dowództwa Brygadowej Grupy Bojowej.
- Dowództwo i sztab PKW/WDC-P (Ad-Diwanijja)
  - Zgrupowanie Bojowe - Siły Zadaniowe Ryś (Ad-Diwanijja)
    - 1 kompania piechoty (Ad-Diwanijja)
    - 2 kompania piechoty (Ad-Diwanijja)
    - 3 kompania piechoty (Ad-Diwanijja)
    - kompania logistyczna (Ad-Diwanijja)
    - pluton łączności (Ad-Diwanijja)

  - Samodzielna Grupa Powietrzno-Szturmowa – Siły Zadaniowe Sokół (Al-Kut/Ad-Diwanijja)
    - eskadra śmigłowców (Al-Kut)
    - szwadron kawalerii powietrznej (Ad-Diwanijja)

  - Zgrupowanie Sił Specjalnych (Ad-Diwanijja)
  - Grupa Współpracy Cywilno-Wojskowej – CIMIC (Ad-Diwanijja)
  - Grupa Zabezpieczenia Medycznego – GZM (Ad-Diwanijja)
  - Wojskowa Grupa Doradczo-Łącznikowa – MiTT (Ad-Diwanijja)
  - Zgrupowanie nr 2 w NTM-I (Bagdad) – nie podlegało WDC-P
  - oficerowie w MNF-I i MNC-I (Bagdad)
  - elementy narodowe
    - Narodowy Element Zaopatrzenia – NSE (Ad-Diwanijja)
    - Narodowa Komórka Wywiadu - NIC (Ad-Diwanijja)
    - 1 kompania odwodowa (Polska)
    - 2 kompania odwodowa (Polska)

| Zmiana | Początek   | Koniec     | Dowódca                      | Wystawiająca | Liczebność | Typ                  |
| ------ | ---------- | ---------- | ---------------------------- | ------------ | ---------- | -------------------- |
| IX OIF | 25.07.2007 | 30.01.2008 | gen. dyw. Tadeusz Buk        | 1 DZ         | ok. 900    | doradczo-szkoleniowa |
| X OIF  | 30.01.2008 | 01.10.2008 | gen. dyw. Andrzej Malinowski | 12 DZ        | ok. 900    | doradczo-szkoleniowa |

## I-VIII zmiana NTM-I (2008-2011)
W październiku 2008, w związku w wycofaniem polskich żołnierzy z operacji Iracka Wolność, 20 oficerów z NTMI stało się samodzielnym polskim kontyngentem. Równocześnie po raz drugi objęli kontrolę nad MALT-em. Pełnili ją do 22 sierpnia 2011, kiedy to Irackie Siły Bezpieczeństwa przejęły odpowiedzialność za szkolenie w Al Rustamijji i polscy instruktorzy wrócili do Polski.
- Dowództwo PKW/MALT (Bagdad)
  - sekcja operacyjna (Grupa Szybkiego Reagowania)
  - sekcja planowania i szkolenia (Grupa Zabezpieczenia Szkolenia)
  - sekcja monitorowania i kontroli systemu bezpieczeństwa bazy (służba porządkowo-ochronna)

| Zmiana     | Początek   | Koniec     | Dowódca                   | Wystawiająca | Liczebność | Typ         |
| ---------- | ---------- | ---------- | ------------------------- | ------------ | ---------- | ----------- |
| I NTM-I    | 01.10.2008 | 21.01.2009 | mjr Paweł Maciejewski     | WSOWL        | 20         | szkoleniowa |
| II NTM-I   | 21.01.2009 | 07.07.2009 | mjr Bartosz Siemiątkowski | 16 DZ        | 20         | szkoleniowa |
| III NTM-I  | 07.07.2009 | 23.12.2009 | mjr Piotr Gadomski        | CSNPSP       | 20         | szkoleniowa |
| IV NTM-I   | 23.12.2009 | 15.06.2010 | mjr Marcin Bober          | CSNPSP       | 15         | szkoleniowa |
| V NTM-I    | 15.06.2010 | 29.12.2010 | mjr Arkadiusz Radziński   | CSNPSP       | 15         | szkoleniowa |
| VI NTM-I   | 29.12.2010 | 21.05.2011 | mjr Tomasz Kaszuba        | CSNPSP       | 15         | szkoleniowa |
| VII NTM-I  | 21.05.2011 | 22.08.2011 | mjr Marcin Komarowski     | CSNPSP       | 15         | szkoleniowa |
| VIII NTM-I | 11.2011    | 19.12.2011 | ppłk Dariusz Kokosiński   | CSNPSP       | 10         | logistyczna |